# 瑪麗·路易絲·加涅爾
瑪麗·路易絲·加涅爾（法語：Marie-Louise Gagneur，1832年5月25日—1902年2月17日）是一位法國女權主義作家及社會運動者。1901年時，她獲頒法國榮譽軍團勳章。

## 個人生活
加涅爾出生於法國汝拉省東布朗市鎮，她的母親是塞薩琳·馬丁，曾為法國著名的哲學家夏爾·傅立葉工作，她的父親是克勞德·科內耶·米涅羅特。雖然加涅爾從小在一個修道院長大，但她卻不認同那裏的宗教教育。她在1856或1857年時，嫁給了比她年長25歲的弗拉基米尔·加涅尔，她的丈夫弗拉基米尔·加涅尔曾參加過1848年的法國二月革命。

## 學術生涯
加涅爾是一位作家，她寫過論文、短篇故事及小說。她的作品內容主要偏向於反教權主義，尤其是她在普法戰爭期間的作品。在1855年時，她編撰了一本名為「給工人階級的工業暨家庭協會計劃書」的小冊子，並因此引起弗拉基米尔·加涅尔的注意。
在加涅爾寫作生涯中，她總共寫了超過20本小說。她的第一本小說是《世紀》（法語：Le Siècle）。她在1864年寫的一本反教權主義小說《黑色十字軍》（法語：La Croisade noire）到1872年時已經印刷至五版，這本小說當時也在當地的報紙上連載。小說的背景設定在1850年代，後人認為這本小說是加涅爾根據她自身在修道院長大的經歴寫成的。加涅爾1870年寫的小說《俄羅斯處女》（法語：Les Vierges Russes），在1871年被翻譯成英語。
加涅爾其他知名的著作包括：《贖罪》（法語：Une expiation，1859年出版），《牧師的一本小說》（法語：Le Roman d'un prêtre，1882年出版）以及《莫夫拉克神父的罪行》（法語：Le Crime de l'Abbé Maufrac，1882年出版）。
加涅爾於1864年加入了法國文學家協會。1891年，她提義法蘭西學術院接受一些女性化的名字，但遭到了拒絕。在她的一生中，她也不斷呼籲改革法國的離婚法律。在1901年，她獲頒法國國家榮譽軍團的第六等勳「騎士勳位」。
加涅爾的寫作生涯與女權主義主題息息相關。她的許多作品探索有關女性社會地位的議題，尤其檢視政府及宗教機構有系統性地規定女性的從屬地位。在加涅爾1867年寫的小說《婦女的磨難》（法語：Le Calvaire des Femmes）中，她描繪在法蘭西第二帝國嚴重腐敗奢侈及不公的時代中勞動女性的苦難。書中的一句話很好地總結了她在女權主義上的觀點：「不論是在法國，還是在美國，女人不可能自由地擁有尊嚴。在男人的拳頭下，女人沒有任何的地位。」

## 著名著作
- 《世紀》（法語：Le Siècle）
- 《贖罪》（法語：Une expiation），1859年
- 《黑色十字軍》（法語：La Croisade noire），1864年
- 《俄羅斯處女》（法語：Les Vierges Russes），1870年
- 《牧師的一本小說》（法語：Le Roman d'un prêtre），1882年
- 《莫夫拉克神父的罪行》（法語：Le Crime de l'Abbé Maufrac），1882年
- 《婦女的磨難》（法語：Le Calvaire des Femmes），1867年